# Sukaratu (Kalianda)
Sukaratu is een bestuurslaag in het regentschap Lampung Selatan van de provincie Lampung, Indonesië. Sukaratu telt 1724 inwoners (volkstelling 2010).